# Expedice 48
Expedice 48 byla osmačtyřicátou expedicí na Mezinárodní vesmírnou stanici (ISS). Expedice začala 18. června 2016 odpojením lodi Sojuz TMA-19M se třemi členy Expedice 47. Expedice byla šestičlenná, tři členové posádky přešli z Expedice 47, zbývající trojice na ISS přiletěla v Sojuzu MS-01 7. července 2016. Skončila 6. září 2016 odpojením lodi Sojuz TMA-20M.
Sojuz TMA-20M a Sojuz MS-01 sloužily expedici jako záchranné lodě.

## Posádka
| Pozice          | 1. část (18. červen – 7. červenec 2016) | 2. část (7. červenec – 6. září 2016)    |
| --------------- | --------------------------------------- | --------------------------------------- |
| Velitel         | Jeffrey Williams, (4) NASA              | Jeffrey Williams, (4) NASA              |
| Palubní inženýr | Alexej Ovčinin, (1), Roskosmos (CPK)    | Alexej Ovčinin, (1), Roskosmos (CPK)    |
| Palubní inženýr | Oleg Skripočka, (2), Roskosmos (CPK)    | Oleg Skripočka, (2), Roskosmos (CPK)    |
| Palubní inženýr |                                         | Anatolij Ivanišin, (2), Roskosmos (CPK) |
| Palubní inženýr |                                         | Takuja Óniši (1), JAXA                  |
| Palubní inženýr |                                         | Kathleen Rubinsová, (1) NASA            |

V závorkách je uveden dosavadní počet letů do vesmíru včetně této mise.
Zdroj pro tabulku: ASTROnote.
Záložní posádka:
- Robert Kimbrough, NASA
- Sergej Ryžikov, Roskosmos (CPK)
- Andrej Borisenko, Roskosmos (CPK)
- Oleg Novickij, Roskosmos (CPK)
- Thomas Pesquet, ESA
- Peggy Whitsonová, NASA